# Темна мережа
Темна мережа (англ. Dark Web) — частина всесвітнього павутиння, доступ до якої можливо отримати тільки використовуючи специфічне програмне забезпечення, авторизацію або певним чином сконфігурований браузер.

## Термінологія
Цей термін іноді плутають з глибинною мережею (англ. Deep Web), але це не одне й те саме. Темна мережа є невеликою частиною глибинної мережі, тобто частина Інтернету, яка не індексується пошуковими системами.
Термін «темна мережа» є узагальненою назвою для мереж різних комунікаційних технологій і розмірів, наприклад Bitmessage, Freenet, Hyperboria, iMule, Kad Network, Netsukuku, RetroShare, Riffle, Tor, Tribler, ZeroNet. З технічної точки зору, більшість з них є оверлейними мережами, що використовують пірингові технології або проксі-ланцюжки Tor.

## Журналістика
Завдяки анонімності з одного боку в таких мережах є можливість вільно розповсюджувати та отримувати інформацію у країнах з жорсткою цензурою або диктаторськими політичними режимами не побоюючись переслідувань. Одним з перших відомих сайтів Темного Інтернету був WikiLeaks, створений для отримання витоків інформації з анонімних джерел. Згодом ця ідея була адаптована в інструмент під назвою SecureDrop — програмне забезпечення, яке дозволяє будь-якій новинній організації отримувати анонімні повідомлення.
З іншого боку вони широко використовуються злочинцями для торговельних угод з купівлі-продажу нелегальних товарів (зброя, наркотики, дані платіжних карток, дитяча порнографія, тощо). Наприклад ресурс з продажу наркотиків Silk Road з грошовим обертом у кілька десятків мільйонів доларів знаходився у мережі Tor. Валютою для здійснення нелегальних операцій зазвичай є Dash, який додатково забезпечує анонімність угод. Також темна мережа використовується хакерами. Сервери, які керують ботнетами, зазвичай знаходяться тут. Крім того у таких мережах продаються експлойти для атак на користувацькі комп'ютери або пропонуються послуги хакерів.
Агрегаційні сайти, такі як Reddit, пропонують списки посилань, так само як і деякі вікі, що містять списки з посиланнями на темні сайти.